# Osamu Yamaji
Osamu Yamaji (jap. 山路 修, Yamaiji Osamu; * 31. August 1929; † 26. Januar 2021) war ein japanischer Fußballnationalspieler.
Yamaji kam in seinem einzigen Spiel am 7. März 1954 gegen die Auswahl Südkoreas zum Einsatz. Es war ein WM-Qualifikationsspiel, welches mit 1:5 Toren verloren ging. Weitere Berufungen erfolgten nicht.
| Jahr   | Einsätze | Tore |
| 1954   | 1        | 0    |
| Gesamt | 1        | 0    |
| ------ | -------- | ---- |